# 公邸
公邸（こうてい）は、大統領や首相などの首脳級公務員が居住に使用するために設けられた官舎である。

## 日本における公邸

### 国家公務員
国家公務員の公邸は国家公務員宿舎法で以下の国家公務員に対するものが規定されている。公邸については、いすやテーブル等公邸に必要とする備品を無料で貸与と規定されている。家賃は無料で水道光熱費や管理費も全額が国費で賄われている。
- 衆議院議長及び衆議院副議長
- 参議院議長及び参議院副議長
- 内閣総理大臣及び国務大臣
- 最高裁判所裁判官
- 会計検査院長
- 人事院総裁
- 国立国会図書館長
- 衆議院事務総長及び参議院事務総長
- 衆議院法制局長及び参議院法制局長
- 宮内庁長官及び侍従長
- 検事総長
- 内閣法制局長官
- 在外公館の長

2002年時点では庁舎部分の「官邸」と宿舎部分の「公邸」に区別されているが、戦前までは一体のものと認識されていた。首相官邸事務所や財務省国有財産調整課によると「官邸」が「公邸」との対比で庁舎を意味するようになったのは1949年制定の国家公務員宿舎法がきっかけとされる。
国家公務員の公邸に関して明示があるものは、次の通りである。ただし、明示があるものであっても、予算の範囲内で設置することになっているので、現在設置されていないものもある。なお、これらの公邸付近には警備派出所が設けられている場合もある。

#### 公邸として利用されているもの
| 名前                                        | 写真 | 建設年月日                | 備考                                                                   |
| ------------------------------------------- | ---- | ------------------------- | ---------------------------------------------------------------------- |
| 衆議院議長公邸                              |      | 2001年 （平成13年）       |                                                                        |
| 衆議院副議長公邸                            |      | 1982年（昭和57年）        | 日建連BCS賞第25回受賞                                                  |
| 参議院議長公邸                              |      | 1961年（昭和36年）        |                                                                        |
| 参議院副議長公邸                            |      | 1993年（平成5年）5月      |                                                                        |
| 内閣総理大臣公邸                            |      | 1929年（昭和4年）         | 旧内閣総理大臣官邸を改修したもの                                       |
| 内閣官房長官公邸                            |      | 2002年（平成14年）4月22日 | 2002年に内閣総理大臣官邸内に設置されたが入居した内閣官房長官はいない。 |
| 最高裁判所長官公邸                          |      | 1928年（昭和3年）6月      | 法律上は最高裁判所裁判官公邸 重要文化財（旧馬場家牛込邸）              |
| 在外公館の長の公邸 （大使公邸、総領事公邸） |      |                           |                                                                        |

#### かつて存在した公邸
| 名前                            | 廃止年月日                            | 廃止時住所                | 備考 |
| ------------------------------- | ------------------------------------- | ------------------------- | --- |
| 最高裁判所裁判官公邸            |                                       |                           | 最高裁判所長官公邸のみ公邸として現存                                                                                 |
| 法務大臣公邸                    | 1955年（昭和30年）                    | 東京都品川区平塚5-120     | 内閣官房長官公邸のみ公邸として現存                                                                                   |
| 外務大臣公邸                    | 1955年（昭和30年）                    | 東京都品川区北品川3-315   | 内閣官房長官公邸のみ公邸として現存                                                                                   |
| 大蔵大臣公邸 政府第一公邸       | 1955年（昭和30年） 1968年（昭和48年） | 東京都港区芝三田網10      | 内閣官房長官公邸のみ公邸として現存                                                                                   |
| 文部大臣公邸                    | 1955年（昭和30年）                    | 東京都渋谷区八幡通3-8     | 内閣官房長官公邸のみ公邸として現存                                                                                   |
| 厚生大臣公邸                    | 1955年（昭和30年）                    | 東京都渋谷区南平台44      | 内閣官房長官公邸のみ公邸として現存                                                                                   |
| 農林大臣公邸                    | 1955年（昭和30年）                    | 東京都渋谷区猿楽39        | 内閣官房長官公邸のみ公邸として現存                                                                                   |
| 通商産業大臣公邸                | 1955年（昭和30年）                    | 東京都品川区五反田5060    | 内閣官房長官公邸のみ公邸として現存                                                                                   |
| 運輸大臣公邸 政府第二公邸       | 1955年（昭和30年） 1968年（昭和48年） | 東京都渋谷区代々木初台636 | 内閣官房長官公邸のみ公邸として現存                                                                                   |
| 郵政大臣公邸                    | 1955年（昭和30年）                    | 東京都渋谷区長谷戸52      | 内閣官房長官公邸のみ公邸として現存                                                                                   |
| 労働大臣公邸                    | 1955年（昭和30年）                    | 東京都渋谷区南平台12      | 内閣官房長官公邸のみ公邸として現存                                                                                   |
| 建設大臣公邸                    | 1955年（昭和30年）                    | 東京都港区麻布霞1         | 内閣官房長官公邸のみ公邸として現存                                                                                   |
| 経済審議庁長官公邸 政府第三公邸 | 1955年（昭和30年） 1968年（昭和48年） | 東京都港区麻布市兵衛2-89  | 内閣官房長官公邸のみ公邸として現存                                                                                   |
| 地方自治庁長官公邸              | 1955年（昭和30年）                    | 東京都渋谷区松涛50        | 内閣官房長官公邸のみ公邸として現存                                                                                   |
| 北海道開発庁長官公邸            | 1955年（昭和30年）                    | 東京都港区麻布震町1       | 内閣官房長官公邸のみ公邸として現存                                                                                   |
| 国務大臣公邸 政府第四公邸       | 1955年（昭和30年） 1968年（昭和48年） | 東京都港区芝二本榎1       | 内閣官房長官公邸のみ公邸として現存                                                                                   |
| 会計検査院長公邸                |                                       |                           | |
| 人事院総裁公邸                  | 2002年（平成14年）6月                 |                           | |
| 国立国会図書館長公邸            |                                       |                           | |
| 衆議院事務総長公邸              |                                       |                           | 現在は衆議院事務局分室                                                                                               |
| 衆議院法制局長公邸              |                                       |                           | |
| 参議院事務総長公邸              |                                       |                           | |
| 参議院法制局長公邸              |                                       |                           | |
| 内閣法制局長官公邸              | 2001年（平成13年）9月                 |                           | 五反田共用会議所となった後、内閣総理大臣公邸の整備のあいだ仮公邸として使用。同地は現在ザ・パークハウス池田山が立地。 |
| 宮内庁長官公邸                  | 2002年（平成14年）10月                | 東京都千代田区三番町2-18  | 現在は宮内庁分庁舎 寬仁親王妃信子が居住している                                                                      |
| 侍従長公邸                      | 2002年（平成14年）10月                | 東京都千代田区三番町2-18  | 現在は宮内庁分庁舎（事務棟）                                                                                         |
| 検事総長公邸                    | 2001年（平成13年）7月                 |                           | 同地は現在、港区立元麻布保育園が立地                                                                                 |

#### 現存する過去の公邸として使用されていた建築物
| 現在                     | 過去                            | 写真 | 建設               | 現住所                   | 備考 |
| ------------------------ | ------------------------------- | ---- | ------------------ | ------------------------ | --- |
| 旧渋沢家住宅             | 大蔵大臣公邸 政府第一公邸       |      | 1878年（明治11年） | 東京都江東区潮見2-8-20   | 江東区指定有形文化財 元々は実業家の渋沢栄一が東京に有していた6つの私邸のうちの一つ。公邸のあと、三田共用会議所として使用、数度の移築を経て現在は東京都江東区に現存。                                                     |
| 東京都庭園美術館本館     | 外務大臣公邸                    |      | 1933年（昭和8年）  | 東京都港区白金台5-21-9   | 旧朝香宮邸。外務大臣公邸として使用後、白金プリンスホテル迎賓館等を経て現在は東京都庭園美術館 |
| 旧朝倉家住宅             | 農林大臣公邸 経済企画庁長官公邸 |      | 1919年（大正8年）  | 東京都渋谷区猿楽町29-20  | 重要文化財 朝倉虎治郎の没後、1947年に中央馬事協会に売却。中央馬事協会がGHQにより解散されると、農林省に譲渡、公邸として使用。1955年に公邸を閉鎖するも1957年、経済安定本部が大蔵省所管下の朝倉家住宅を長官公邸として借用。 |
| 高輪プリンスホテル貴賓館 | 商工大臣公邸 通商産業大臣公邸   |      | 1911年（明治44年） | 東京都港区高輪3-13-1     | 旧竹田宮邸。戦後商工省、通産省大臣公邸として使用の後、堤康次郎に売却、高輪プリンスホテルとして使用。 |
| 衆議院事務局分室         | 衆議院事務総長公邸              |      |                    | 東京都千代田区一番町22   | |
| 宮内庁分庁舎             | 宮内庁長官公邸                  |      |                    | 東京都千代田区三番町2-18 | |
| 宮内庁分庁舎             | 侍従長公邸                      |      |                    | 東京都千代田区三番町2-18 | |

## ローマ教皇公邸
ローマ教皇には古くから公邸があり、13世紀末にサン・ジョバンニ・イン・ラテラノの公邸が荒廃したためバチカンに公邸は移された。ただし、マルティヌスやエウゲニウスは安全上の理由などからバチカンには住まずにローマ内の教会堂のパラッツォに居住することが多かった。
ローマ教皇公邸はバチカン宮殿の最上階にあり執務にも利用されている。

## 国連事務総長公邸
国連事務総長公邸はアメリカ合衆国ニューヨーク・マンハッタンのサットン地区にある4階建ての建物。
国連の財政難により売却が検討されたが、国連本部受入国の米国との協定で事務総長には公邸を売却する権利がないことがわかり中止された。